# Tournoi d'ouverture du championnat de Colombie de football 2004
Navigation
Tournoi précédent Tournoi suivant
Le tournoi d'ouverture de la saison 2004 du Championnat de Colombie de football est le premier tournoi de la cinquante-septième édition du championnat de première division professionnelle en Colombie. 
Les dix-huit meilleures équipes du pays disputent le championnat semestriel qui se déroule en deux phases :
- lors de la phase régulière, les équipes s'affrontent une fois plus une rencontre face à une formation du même secteur géographique.
- les huit premiers du classement disputent la phase finale (deux poules de quatre équipes), dont les deux vainqueurs se rencontrent lors de la finale nationale pour le titre.

C'est le club de l'Independiente Medellin qui remporte la compétition, après avoir battu en finale l'Atlético Nacional. C'est le quatrième titre de champion de l'histoire du club.

## Qualifications continentales
Le vainqueur du tournoi Ouverture se qualifie pour la phase de groupes de la prochaine édition de la Copa Libertadores. 

## Les clubs participants
| - Independiente Santa Fe - CD Los Millonarios - Deportivo Tuluá - Deportes Tolima - Once Caldas - Independiente Medellin - Boyacá Chicó - Promu de Copa Premier - Deportivo Pasto - Deportes Quindio | - Atlético Nacional - Atlético Huila - América de Cali - Atlético Bucaramanga - Deportivo Pereira - Unión Magdalena - Deportivo Cali - Atlético Junior - Envigado FC |

## Compétition
Le barème utilisé pour établir l'ensemble des classements est le suivant :
- Victoire : 3 points
- Match nul : 1 point
- Défaite : 0 point

### Phase régulière
| Rang | Équipe                 | Pts | J  | G  | N | P  | Bp | Bc | Diff |
| ---- | ---------------------- | --- | -- | -- | - | -- | -- | -- | ---- |
| 1    | América de Cali        | 37  | 18 | 12 | 1 | 5  | 30 | 17 | +13  |
| 2    | Deportivo Cali         | 34  | 18 | 10 | 4 | 4  | 23 | 15 | +8   |
| 3    | Atlético Nacional      | 33  | 18 | 10 | 3 | 5  | 30 | 23 | +7   |
| 4    | Once Caldas            | 31  | 18 | 9  | 4 | 5  | 23 | 14 | +9   |
| 5    | Atlético Junior        | 30  | 18 | 8  | 6 | 4  | 26 | 16 | +10  |
| 6    | Independiente Medellín | 29  | 18 | 8  | 5 | 5  | 20 | 19 | +1   |
| 7    | Deportivo Pasto        | 27  | 18 | 8  | 3 | 7  | 18 | 19 | -1   |
| 8    | Boyacá ChicóP          | 27  | 18 | 7  | 6 | 5  | 25 | 24 | +1   |
| 9    | Deportivo Pereira      | 26  | 18 | 7  | 5 | 6  | 21 | 18 | +3   |
| 10   | CD Los Millonarios     | 26  | 18 | 7  | 5 | 6  | 23 | 22 | +1   |
| 11   | Deportes TolimaT       | 26  | 18 | 6  | 8 | 4  | 20 | 17 | +3   |
| 12   | Atlético Bucaramanga   | 21  | 18 | 5  | 6 | 7  | 22 | 25 | -3   |
| 13   | Independiente Santa Fe | 20  | 18 | 4  | 8 | 6  | 18 | 22 | -4   |
| 14   | Deportivo Tuluá        | 19  | 18 | 5  | 4 | 9  | 27 | 32 | -5   |
| 15   | Atlético Huila         | 16  | 18 | 4  | 4 | 10 | 19 | 29 | -10  |
| 16   | Deportes Quindío       | 15  | 18 | 3  | 6 | 9  | 11 | 23 | -12  |
| 17   | Envigado FC            | 14  | 18 | 2  | 8 | 8  | 19 | 26 | -7   |
| 18   | Unión Magdalena        | 10  | 18 | 2  | 4 | 12 | 15 | 29 | -14  |

|  | Qualification pour la phase finale |

### Phase finale

#### Demi-finales
| Rang | Équipe            | Pts | J | G | N | P | Bp | Bc | Diff |
| ---- | ----------------- | --- | - | - | - | - | -- | -- | ---- |
| 1    | Atlético Nacional | 10  | 6 | 3 | 1 | 2 | 12 | 8  | +4   |
| 2    | Deportivo Pasto   | 10  | 6 | 3 | 1 | 2 | 9  | 6  | +3   |
| 3    | América de Cali   | 7   | 6 | 2 | 1 | 3 | 7  | 10 | -3   |
| 4    | Atlético Junior   | 6   | 6 | 1 | 3 | 2 | 4  | 8  | -4   |

| Rang | Équipe                 | Pts | J | G | N | P | Bp | Bc | Diff |
| ---- | ---------------------- | --- | - | - | - | - | -- | -- | ---- |
| 1    | Independiente Medellin | 10  | 6 | 3 | 1 | 2 | 15 | 8  | +7   |
| 2    | Once Caldas            | 9   | 6 | 3 | 0 | 3 | 7  | 11 | -4   |
| 3    | Deportivo Cali         | 8   | 6 | 2 | 2 | 2 | 9  | 11 | -2   |
| 4    | Boyacá ChicóP          | 7   | 6 | 2 | 1 | 3 | 9  | 10 | -1   |

#### Finale
| Équipe 1               | Résultat | Équipe 2          | Aller | Retour |
| ---------------------- | -------- | ----------------- | ----- | ------ |
| Independiente Medellin | 2 - 1    | Atlético Nacional | 2 - 1 | 0 - 0  |

## Bilan de la saison
| Championnat de Colombie de football 2004 |                                   |
| Champion                                 | Independiente Medellin (4e titre) |
| Qualifications continentales             |                                   |
| Copa Libertadores 2005                   | Independiente Medellin            |
| Promotions et relégations                |                                   |
| Promus en Copa Mustang                   | Aucun                             |
| Relégués en Copa Premier                 | Aucun                             |